# Tuvanci
Tuva (Tuva, Tuvanci, Tuvinci, Urjanhajci; tuvanski Тывалар (Tyvalar); Mongolski naziv im je Urjanhajci).
Stočarski su narod turkijske jezične skupine nastanjen u Rusiji (206.000), Mongoliji (28.000) i Kini (3400).  
Tuva govore više narječja: središnje, zapadno, sjeveroistočno, jugoistočno i tuba-kizhi tuvanski. Uzgajivači su konja i goveda. Najsrodniji su im Sojoti (Soyots) iz Burjatije. 
Tuva se dijele na dvije etničke skupine, to su Zapadni Tuva i Todžini (Тоджинцы; Engl. Todzhins) nastanjeni u Tuvi, Rusija. Tuvinska dijaspora živi i u Mongoliji gdje su poznati kao Cengel Tuvinci (Tsengel Tuvinians) ili Altajski Tuvinci.  Dosta srodni Sojoti (Сойоты), kako sebe zovu, inače nastanjeni u Burjatiji,  ponekad se nazivaju imenom Okinski (Okinsky) Tuvinci. Izvorna vjera im je animizam, danas su budisti. U slavenskim jezicima ovaj narod poznat je kao Tuvinci.

## Običaji Tuvinaca
Zemlja Tuvinaca je planinsko područje, ljeta su vruća i suha (43 stupnja), zime strahovito hladne (do –61 stupanj), područje ima oko 300 sunčanih dana godišnje. Većina ih živi od stoke, poljodjelstvo je ograničeno, nešto ječma, zobi i prosa. Većina Tuvinaca je ipak nomadska koja sezonski migrira sa svojim stadima. Nizinski Tuvinci pak žive u velikim šatorima poznatim kao 'ger' ili 'yurta'.  Glavna hrana Tuvinaca je meso, ovčetina, govedina, kozje meso, te meso konja, deva, sobova. Do mesa divljači dolaze lovom.
U prošlosti tuvinska ženidba počinje u 12. ili 13. godini (danas 18), mladu su naravno tražili roditelji a par je ispočetka živio kod muževe obitelji.
Šamanizam je dosta rasprostranjen među Tuvincima, a proučavali su ih tuvinolozi ('tuvinologists', tuvinologija, znanost o Tuvincima) L.P. Potapov, V.P. Dyakonova, E. Taube, S.I. Weinstein, M.B. Kenin-Lopsan i N.A. Alekseev, dokazavši da je šamanizam sastavni dio njihovog duhovnog i kulturnog života. Šamanski bubanj, maske i šamanska odjeća tipični su za tuvinski kao i sibirski šamanizam.
Današnji Tuvinci 1/3 su budisti, trećina prakticira šamanizam, ostali su ateisti. Budizam među njih dolazi 1700-tih godina. Sovjeti 1930-ih uništavaju većinu samostana. Redovnici su morali pobjeći. Budizam se ipak održao među Tuvincima iz Tuve.
Utjecaj šamanizma je još jak. Sedmog i četrdesetdevetog dana nakon smrti održavaju pogrebne ceremonije. Kod njih se vjeruje da se duša u tijelu zadržava još sedam dana nakon smrti, tada je spremna za odlazak u 'Kraljevstvo mrtvih'.
Šaman vodi brigu o bolesnima i komunicira s duhovima.

## Vanjske poveznice
- The Tyva
- Khoomei Festival  Arhivirana inačica izvorne stranice od 27. studenoga 2007. (Wayback Machine)
- Mitohondrija
- Religion  Arhivirana inačica izvorne stranice od 20. prosinca 2005. (Wayback Machine)